# Julius Engelhardt
Julius Engelhardt (ur. 5 czerwca 1899 w Au am Rhein, zm. 14 sierpnia 1944 w Brandenburgu) – działacz Świadków Jehowy w Niemczech podczas II wojny światowej, nadzorca produkcji i dystrybucji publikacji biblijnych w okresie zakazu działalności i prześladowań Świadków Jehowy, więzień i ofiara hitleryzmu.

## Życiorys
Julius Engelhardt wychowywał się w rodzinie katolickiej. W roku 1913 po ukończeniu szkoły podstawowej rozpoczął naukę w szkole handlowej, którą przedwcześnie zakończył z powodu jej zamknięcia. W latach 1915–1917 pracował w szpitalu w Rastatt.
W czerwcu 1917 roku został powołany do służby wojskowej, do 109. Pułku Grenadierów w Karlsruhe. Od marca do września 1918 roku brał udział w I wojnie światowej jako sanitariusz na froncie zachodnim. Po wojnie imał się różnych zawodów, w tym handlowca.
Ożenił się w 1928 roku. Miał pięcioro dzieci. W kwietniu 1930 roku po wybuchu Wielkiego Kryzysu, przez cztery lata był bezrobotny. W tym samym roku dołączył do grupy religijnej Międzynarodowego Stowarzyszenia Badaczy Pisma Świętego, znanej później jako Świadkowie Jehowy. Jego żona i dzieci pozostały w Kościele katolickim. W 1934 roku znalazł zatrudnienie jako pracownik budowlany w różnych firmach w Karlsruhe.
W roku 1933 władze hitlerowskie rozpoczęły prześladowania Świadków Jehowy, a w roku 1935 oficjalnie zakazały ich działalności. Wtedy Engelhardt rozpoczął działalność podziemną.
W grudniu 1936 roku został aresztowany za rozpowszechnianie publikacji biblijnych. Po sześciomiesięcznym wyroku więzienia znalazł pracę jako dekarz w Karlsruhe.
Wiosną 1939 roku zaczął pomagać w odbudowie struktury organizacyjnej zdelegalizowanych Świadków Jehowy w Niemczech. W czerwcu 1939 roku za namową Ludwiga Cyranka przejął pracę w konspiracyjnej drukarni Świadków Jehowy.
Od lipca do października 1939 roku potajemnie wyprodukował 120 kopii matryc, które co tydzień przekazywał kurierowi z Karlsruhe. Wybuch II wojny światowej zmusił go do rozstania się z rodziną, aby uniknąć służby w Wehrmachcie.
W październiku 1939 roku zorganizował konspiracyjną drukarnię w mieszkaniu przyjaciela w Bruchsal. Do lutego 1940 roku obaj drukowali publikacje biblijne. W tym czasie zaczął również przyjmować obowiązki kuriera i rozprowadzać niektóre kopie, które sam wykonał. Engelhardt pisał na maszynie matryce, z których potem powielał „Strażnicę”. Potem rozwoził je do punktów kontaktowych w Berlinie, Moguncji i Mannheim. Po aresztowaniu i egzekucji Ludwiga Cyranka w lutym 1940, w dużym stopniu przejął jego zadania.
W marcu 1940 roku musiał przenieść się do Zagłębia Ruhry, gdyż w Karlsruhe groziło mu uwięzienie. Po przejściowym pobycie w Essen znalazł sobie nielegalną kwaterę przy Beckstrasse 42 w Oberhausen-Sterkrade, skąd od początku 1941 do kwietnia 1943 roku wydał 27 różnych nakładów „Strażnicy”, początkowo 240, a później 360 egzemplarzy oraz różne inne pisma. Dzięki temu była jednym z najbardziej produktywnych drukarni w Niemczech w czasie wojny.
W okresie wojennym założył dodatkowe podziemne drukarnie dla Świadków Jehowy w południowych Niemczech (w tym w Monachium, Mannheim, Spirze, Dreźnie i Freibergu). Wygłaszał też przemówienia na tajnych spotkaniach członków grupy. Najważniejszym wydarzeniem było konspiracyjne zgromadzenie w Mannheim w październiku 1942 roku. W grudniu 1942 roku Engelhardt, będąc wówczas jeszcze na wolności, zobowiązał Świadków Jehowy mieszkających w pobliżu obozu Wewelsburg, żeby doręczali więźniom do obozu „Strażnicę”.
Wieczorem 3 kwietnia 1943 roku, gdy wrócił z podróży do Duisburga, gdzie na dworcu przekazał współwyznawcy nielegalne publikacje Świadków Jehowy, został aresztowany z powodu nakazu wydanego przez gestapo w Karlsruhe w 1939 roku. Aresztowany został przez tych samych dwóch policjantów z gestapo w Essen, którzy aresztowali go 24 października 1939 roku.
W czasie jego aresztowania zabezpieczono około 1000 egzemplarzy „Strażnicy” i 500 egzemplarzy innych publikacji, a także papier, maszynę do pisania oraz inne materiały do ich produkcji. Engelhardt został aresztowany wraz z siedmioma innymi Świadkami Jehowy z Zagłębia Ruhry. Pomimo brutalnego przesłuchania nie wyrzekł się swojej wiary.
2 czerwca 1944 roku wszystkich ich skazano na śmierć. Wkrótce potem zostali straceni. Jego egzekucja odbyła się 14 sierpnia 1944 roku w więzieniu brandenburskim. 18 września 1944 roku Sąd Najwyższy w Hamm skazał na ciężkie więzienie członków grupy z Essen, która pod kierownictwem Engelhardta urządzała spotkania oraz regularnie wydawała „Strażnice” i inne biuletyny. Wielu z nich skazano na śmierć.
Po aresztowaniu i straceniu Engelhardta oraz osób, które z nim powielały i rozpowszechniały czasopisma, osadzonym w Wewelsburgu udało się zdobyć maszynę do pisania. Jeden z nich pisał matryce. Drugi skonstruował powielacz z drewna. Utrzymujące z nimi łączność kobiety, będące także Świadkami Jehowy, przynosiły im spoza obozu materiały potrzebne do powielania. W końcu powielano tam tyle egzemplarzy „Strażnic”, że zaopatrywano znaczną część północnych Niemiec.

## Upamiętnienie
18 marca 2008 roku przy Buschwiesenweg 13 w Karlsruhe umieszczono jego stolperstein.